# Catastrophe de la raffinerie de Feyzin
La raffinerie de Feyzin, dans le département français du Rhône, a explosé le 4 janvier 1966.
Cette catastrophe a fait 18 morts dont 11 pompiers, et 84 blessés. Au-delà de la raffinerie, des toitures ont été endommagées jusqu'à plus de deux kilomètres, et des vitres brisées à plus de huit kilomètres. L'explosion a été entendue jusqu'à seize kilomètres de la raffinerie.
L'accident a débuté par une fuite de propane, à la suite d'une manipulation pendant un entretien de routine sous une sphère de stockage mal conçue. Le gaz s'est répandu à l'extérieur de l'enceinte de la raffinerie et jusqu'à une route proche. L'incendie s'est déclenché par le contact de la poche de gaz avec un véhicule circulant sur cette route. Cet incendie a entraîné l'explosion successive de plusieurs sphères de stockage de propane.
La raffinerie, toujours en activité, a été classée « Seveso seuil haut ».

## Chronologie de la catastrophe
Synthèse issue du compte rendu de l'accident par le ministère chargé de l'environnement .

### Le 4 janvier 1966
- 6 h 35

Un agent du laboratoire de la raffinerie, un aide-opérateur et un agent de sécurité s'approchent d'un des huit réservoirs de gaz de la raffinerie, la sphère 443, pour y faire un prélèvement de propane.
Il y a plusieurs prises d'échantillon sur cette sphère, dont les employés ont remarqué un givrage récurrent par temps froid.
- 6 h 40

Le système d'échantillonnage est contrôlé par deux vannes (supérieure et inférieure). L'aide opérateur ouvre de moitié les deux vannes, et rien ne coule. Il se trouve qu'un bouchon de glace s'est formé entre les deux, ce qui a pour effet de faire augmenter la pression. Quelques secondes plus tard, le bouchon rompt, et le propane jaillit brusquement.
- 6 h 50

Pendant dix minutes, les trois employés tentent de refermer la vanne inférieure, en vain. Ils donnent alors l'alarme interne.
Sans vent et avec une température assez basse, une nappe de propane d'un mètre d'épaisseur se forme petit à petit au ras du sol (le propane, dans ces conditions, est plus dense que l'air). Cette nappe s'approche de l'autoroute A7 qui est dans le même temps en cours de fermeture par des employés de la raffinerie, ainsi que la route départementale n°4 (RD4).
- 7 h 00

Alors que les employés réussissent à joindre la gendarmerie vers 7 h 05, un camion pénètre dans la nappe de gaz car le chauffeur n'a pas vu les barrages improvisés de la RD4, il ne l'enflamme cependant pas.
- 7 h 15

Une voiture essayant d'accéder à la RD4 par une voie perpendiculaire ne voit pas les signes d'un des gardes de la raffinerie. Elle s'arrête à 160 m à l'est de la sphère 443, et enflamme la nappe de gaz probablement en raison de la chaleur provoquée par le frottement des freins.
- 7 h 16

L'incendie remonte jusqu'à la sphère 443 et la fuite de propane liquéfié en dessous du réservoir s'enflamme provoquant un violent chalumeau (le propane n'a pas encore le temps de s'évaporer et est toujours liquide).
- de 7 h 16 à 7 h 20

Les premiers secours (pompiers de la raffinerie) arrivent par petites unités, différents dispositifs de refroidissement de la sphère 443 ainsi que de ses voisines (442 et 463) sont enclenchés.
- 7 h 20

Les pompiers sont alertés par un riverain à 7 h 19, les systèmes d'arrosage des autres sphères sont aussi enclenchés.
- 7 h 30

Les pompiers arrivent, et un manque d'eau se fait sentir. On tente donc un pompage dans le Rhône.
- 7 h 45

La soupape de sécurité de la sphère 443 s'ouvre, et crée une torchère de dix mètres de haut, c'est le début de l'effet BLEVE, encore inconnu à l'époque. À partir de là, les pompiers pensent que la situation va s'améliorer du fait de la baisse de pression et arrêtent d'arroser la sphère 443 ; ils refroidissent seulement les autres.
- 8 h 05

Certaines équipes pensent à un repli des pompiers.
- de 8 h 15 à 8 h 30

Les pompiers (ceux de Lyon et de Vienne venus en renfort) tentent plusieurs techniques de refroidissement.
- 8 h 45

La sphère 443 explose par effet BLEVE, formant une boule de feu de 250 m de diamètre et de 400 m de hauteur.
- 8 h 55

L'ordre d'arrêt d'urgence de toute activité est donné. Évacuation du personnel ayant survécu à l'explosion.
- 9 h 30

Une autre sphère de propane voisine de la 443 explose aussi par effet BLEVE.
- de 9 h 40 à 10 h 30

Trois autres sphères de stockage contenant cette fois du butane s'ouvrent sous l'effet de la chaleur des deux explosions précédentes. Elles n'explosent toutefois pas.
À 10 h 10, le plan ORSEC est déclenché. Par la suite, deux autres réservoirs cylindriques se sont enflammés, ainsi que quatre bacs de carburéacteurs et un réservoir de supercarburant.
Il aura fallu 24 heures pour lutter contre l'incendie avant de pouvoir lever l'alerte le 5 janvier 1966 au soir.

## Conséquences

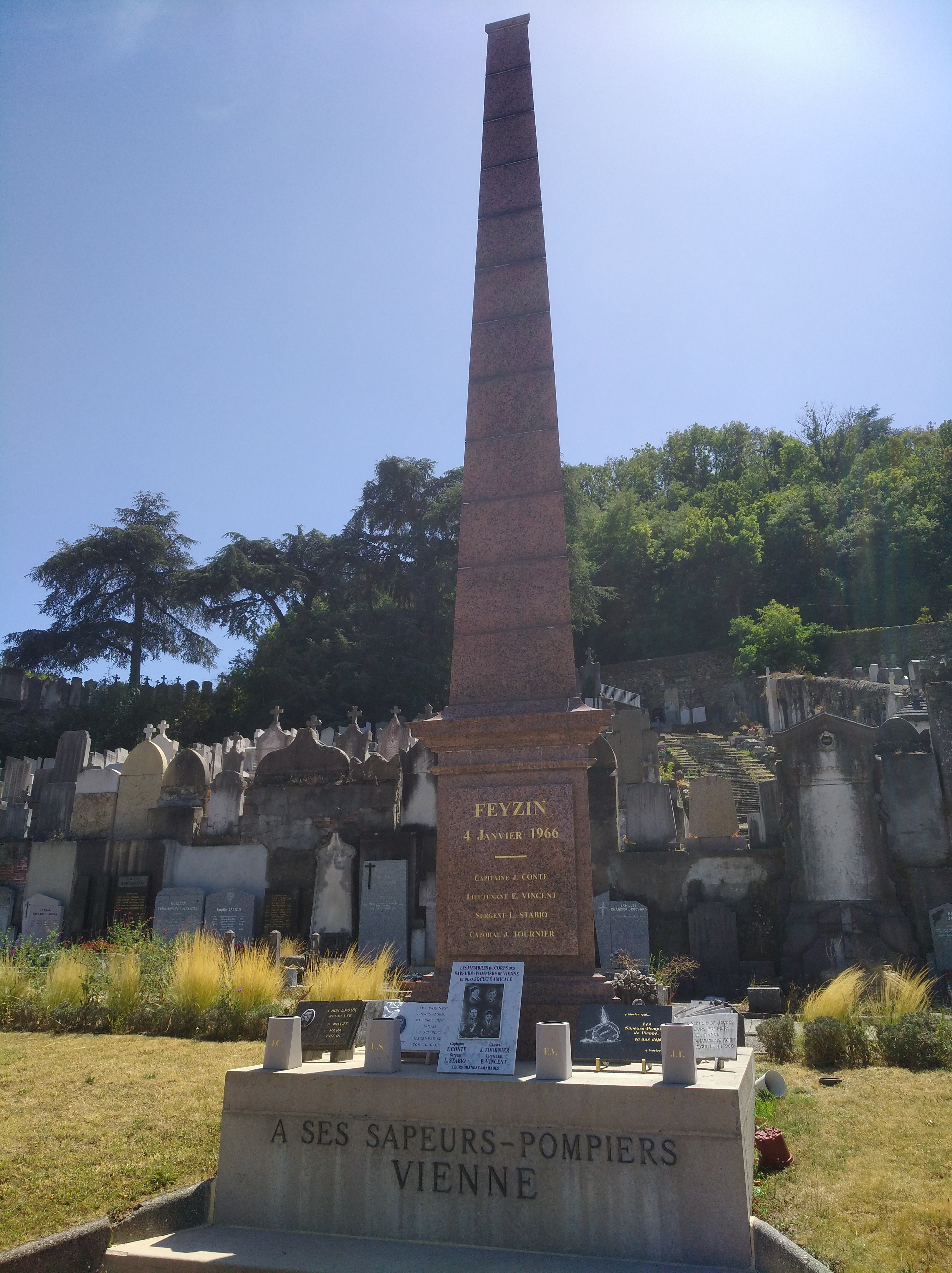
Obélisque en hommage aux victimes au cimetière de Pipet (Vienne).

L'accident aura fait 18 morts (dont sept pompiers de Lyon, quatre pompiers de Vienne, deux employés de la raffinerie, quatre employés d'autres sociétés, et le chauffeur de la voiture à l'origine de l'inflammation de la nappe de propane), et 84 blessés. 1 475 habitations alentour auront aussi été touchées par les explosions.
Il est qualifié de « première catastrophe industrielle moderne »,.
Un mémorial aux victimes de la catastrophe a été créé peu après, qui allait donner naissance au musée des sapeurs-pompiers de Lyon.